# 莱克城 (南卡罗来纳州)
莱克城（Lake City）為位于美国南卡罗来纳州弗洛伦斯县南卡罗来纳州佛罗伦萨都会区之一城市，人口约6675（2010年）。1736年，阿爾斯特蘇格蘭人來此定居。